# Bahnstrecke Katowice Ligota–Gliwice
| Streckennummer: | 141                                                           |                                                            |                                                            |
| Kursbuchstrecke: | 128n (Zabrze Makoszowy (Makoschau) – Gliwice (Gleiwitz) 1934) |                                                            |                                                            |
| Streckenlänge: | 25,564 km                                                     |                                                            |                                                            |
| Spurweite: | 1435 mm (Normalspur)                                          |                                                            |                                                            |
| Stromsystem: | 3000 Volt =                                                   |                                                            |                                                            |
| Streckengeschwindigkeit: | 80 km/h                                                       |                                                            |                                                            |
| Zweigleisigkeit: | durchgängig                                                   |                                                            |                                                            |
| |                                                               |                                                            |                                                            |
| \| \| \| von Tychy (Tichau) \| \| \| \| \| nach Orzesze (Orzesche) \| \| \| \| \| von Katowice Murcki (Emanuelssegen) \| \| \| \| 0,000 \| Katowice Ligota (Idaweiche/Kattowitz-Idaweiche) \| 281 m \| \| \| \| Anschluss \| \| \| \| \| Trasse von Emanuelssegen bis 1904 \| \| \| \| \| \| \| \| \| \| Anschluss \| \| \| \| \| zum Kohlenbergwerk Wujek (Strecke 864) \| \| \| \| \| \| \| \| \| \| nach Katowice (Kattowitz Stsbf) \| \| \| \| \| von Katowice Muchowiec \| \| \| \| 1,999 \| Abzweig Panewnik (seit 1953) \| 284 m \| \| \| \| Strecken 896 und 897 \| \| \| \| \| Oberschlesische Sandbahn \| \| \| \| \| \| \| \| \| \| zum Kohlenbergwerk Wujek Ruch Śląsk \| \| \| \| \| zum Kohlenbergwerk \| \| \| \| \| \| \| \| \| \| Autobahn 4 \| \| \| \| 5,025 \| Abzweig Radoszowy (seit 1924) \| 282 m \| \| \| \| zum Abzweig Gottwald \| \| \| \| \| von Chorzów Batory (Bismarckhütte Stsbf) \| \| \| \| \| vom Kohlenbergwerk Nowy Wirek \| \| \| \| 6,925 \| Ruda Kochłowice (Kochlowitz) \| 277 m \| \| \| \| nach Ruda Wschodnia (Friedenshütte) \| \| \| \| 10,386 \| Ruda Wirek (Neudorf (Oberschles.)) \| 256 m \| \| \| 3,700 \| KWK Halemba \| KWK Halemba \| \| \| \| vom Kraftwerk Halemba \| \| \| \| \| vom Kohlenbergwerk Bielszowice \| \| \| \| 13,396 0,000 \| Ruda Bielszowice (Bielschowitz) \| 239 m \| \| \| 16,681 \| Zabrze Makoszowy (Makoschau) \| 237 m \| \| \| \| nach Gierałtowice (Gieraltowitz) \| \| \| \| \| Trasse nach Gieraltowitz bis 1922 \| \| \| \| \| von Gierałtowice \| \| \| \| \| vom Kohlenbergwerk Sośnica-Makoszowy (Strecke 893) \| \| \| \| \| Oberschlesische Sandbahn \| \| \| \| 17,960 \| Zabrze Makoszowy Kopalnia (Delbrückschächte) \| 238 m \| \| \| \| \| \| \| \| \| zum Kohlenbergwerk Sośnica \| \| \| \| \| Oberschlesische Schmalspurbahn von Poręba Wąsk. \| \| \| \| \| nach Zabrze Biskupice (Borsigwerk Stsbf) \| \| \| \| \| Schmalspurbahn von Nowy Karb \| \| \| \| \| von Ruda Wschodnia (Friedenshütte) \| \| \| \| \| Maciejów Śląski \| \| \| \| 21,250 \| Gliwice Sośnica (Sosnitza/Gleiwitz Ost) \| 232 m \| \| \| \| vom Kohlenbergwerk Sośnica \| \| \| \| \| Schmalspurbahn nach Gliwice Wąsk. \| \| \| \| \| \| \| \| \| \| von Zabrze (Hindenburg) und Zabrze Biskupice (Borsighütte) \| \| \| \| \| Autobahn 1 \| \| \| \| \| \| \| \| \| 25,564 \| Gliwice (Gleiwitz Stsbf/Gleiwitz Hbf) \| 221 m \| \| \| \| nach Kędzierzyn-Koźle (Kandrzin) \| \| |                                                               |                                                            |                                                            |
| Strecke |                                                               | von Tychy (Tichau)                                         | von Tychy (Tichau)                                         |
| Abzweig geradeaus und von links |                                                               | nach Orzesze (Orzesche)                                    | nach Orzesze (Orzesche)                                    |
| Abzweig geradeaus und von rechts |                                                               | von Katowice Murcki (Emanuelssegen)                        | von Katowice Murcki (Emanuelssegen)                        |
| Bahnhof | 0,000                                                         | Katowice Ligota (Idaweiche/Kattowitz-Idaweiche)            | 281 m                                                      |
| Abzweig geradeaus und von rechts |                                                               | Anschluss                                                  | Anschluss                                                  |
| Abzweig geradeaus und ehemals von rechts |                                                               | Trasse von Emanuelssegen bis 1904                          | Trasse von Emanuelssegen bis 1904                          |
| Strecke von links · Abzweig geradeaus und nach rechts |                                                               |                                                            |                                                            |
| Strecke · Abzweig geradeaus und ehemals nach links |                                                               | Anschluss                                                  | Anschluss                                                  |
| Abzweig geradeaus und nach rechts · Strecke |                                                               | zum Kohlenbergwerk Wujek (Strecke 864)                     | zum Kohlenbergwerk Wujek (Strecke 864)                     |
| Abzweig geradeaus und ehemals von links · Abzweig geradeaus und ehemals von rechts |                                                               |                                                            |                                                            |
| Strecke nach rechts · Strecke |                                                               | nach Katowice (Kattowitz Stsbf)                            | nach Katowice (Kattowitz Stsbf)                            |
| Abzweig geradeaus und von rechts |                                                               | von Katowice Muchowiec                                     | von Katowice Muchowiec                                     |
| Blockstelle | 1,999                                                         | Abzweig Panewnik (seit 1953)                               | 284 m                                                      |
| Strecke von links · Abzweig geradeaus und nach rechts |                                                               | Strecken 896 und 897                                       | Strecken 896 und 897                                       |
| Kreuzung geradeaus oben · Kreuzung geradeaus oben · Strecke von rechts |                                                               | Oberschlesische Sandbahn                                   | Oberschlesische Sandbahn                                   |
| Strecke · Abzweig geradeaus und von links · Strecke nach rechts |                                                               |                                                            |                                                            |
| Strecke · Abzweig geradeaus und nach links |                                                               | zum Kohlenbergwerk Wujek Ruch Śląsk                        | zum Kohlenbergwerk Wujek Ruch Śląsk                        |
| Kreuzung geradeaus unten · Strecke nach rechts |                                                               | zum Kohlenbergwerk                                         | zum Kohlenbergwerk                                         |
| Strecke nach links · Strecke von rechts |                                                               |                                                            |                                                            |
| Strecke mit Straßenbrücke |                                                               | Autobahn 4                                                 | Autobahn 4                                                 |
| Blockstelle | 5,025                                                         | Abzweig Radoszowy (seit 1924)                              | 282 m                                                      |
| Abzweig geradeaus und nach rechts |                                                               | zum Abzweig Gottwald                                       | zum Abzweig Gottwald                                       |
| Abzweig geradeaus und von rechts |                                                               | von Chorzów Batory (Bismarckhütte Stsbf)                   | von Chorzów Batory (Bismarckhütte Stsbf)                   |
| Abzweig geradeaus und ehemals von rechts |                                                               | vom Kohlenbergwerk Nowy Wirek                              | vom Kohlenbergwerk Nowy Wirek                              |
| Dienststation / Betriebs- oder Güterbahnhof | 6,925                                                         | Ruda Kochłowice (Kochlowitz)                               | 277 m                                                      |
| Abzweig geradeaus und ehemals nach rechts |                                                               | nach Ruda Wschodnia (Friedenshütte)                        | nach Ruda Wschodnia (Friedenshütte)                        |
| ehemaliger Haltepunkt / Haltestelle | 10,386                                                        | Ruda Wirek (Neudorf (Oberschles.))                         | 256 m                                                      |
| Strecke · Betriebs-/Güterbahnhof Streckenanfang | 3,700                                                         | KWK Halemba                                                | KWK Halemba                                                |
| Strecke · Abzweig geradeaus und von links |                                                               | vom Kraftwerk Halemba                                      | vom Kraftwerk Halemba                                      |
| Abzweig geradeaus, von links und von rechts · Strecke nach rechts |                                                               | vom Kohlenbergwerk Bielszowice                             | vom Kohlenbergwerk Bielszowice                             |
| Dienststation / Betriebs- oder Güterbahnhof | 13,396 0,000                                                  | Ruda Bielszowice (Bielschowitz)                            | 239 m                                                      |
| Dienststation / Betriebs- oder Güterbahnhof | 16,681                                                        | Zabrze Makoszowy (Makoschau)                               | 237 m                                                      |
| Abzweig geradeaus und nach links |                                                               | nach Gierałtowice (Gieraltowitz)                           | nach Gierałtowice (Gieraltowitz)                           |
| Abzweig geradeaus und ehemals nach links |                                                               | Trasse nach Gieraltowitz bis 1922                          | Trasse nach Gieraltowitz bis 1922                          |
| Abzweig geradeaus und von links |                                                               | von Gierałtowice                                           | von Gierałtowice                                           |
| Abzweig geradeaus und von rechts |                                                               | vom Kohlenbergwerk Sośnica-Makoszowy (Strecke 893)         | vom Kohlenbergwerk Sośnica-Makoszowy (Strecke 893)         |
| Abzweig geradeaus und von rechts |                                                               | Oberschlesische Sandbahn                                   | Oberschlesische Sandbahn                                   |
| Dienststation / Betriebs- oder Güterbahnhof | 17,960                                                        | Zabrze Makoszowy Kopalnia (Delbrückschächte)               | 238 m                                                      |
| Strecke von links · Abzweig geradeaus und nach rechts |                                                               |                                                            |                                                            |
| Strecke · Abzweig geradeaus und nach links |                                                               | zum Kohlenbergwerk Sośnica                                 | zum Kohlenbergwerk Sośnica                                 |
| Kreuzung geradeaus oben (Querstrecke außer Betrieb) · Kreuzung geradeaus oben (Querstrecke außer Betrieb) · Strecke von rechts (außer Betrieb) |                                                               | Oberschlesische Schmalspurbahn von Poręba Wąsk.            | Oberschlesische Schmalspurbahn von Poręba Wąsk.            |
| Strecke nach rechts · Strecke · Strecke (außer Betrieb) |                                                               | nach Zabrze Biskupice (Borsigwerk Stsbf)                   | nach Zabrze Biskupice (Borsigwerk Stsbf)                   |
| Strecke quer (außer Betrieb) · Kreuzung geradeaus oben (Querstrecke außer Betrieb) · Abzweig geradeaus und von rechts (Strecke außer Betrieb) |                                                               | Schmalspurbahn von Nowy Karb                               | Schmalspurbahn von Nowy Karb                               |
| Abzweig geradeaus und ehemals von rechts · Strecke (außer Betrieb) |                                                               | von Ruda Wschodnia (Friedenshütte)                         | von Ruda Wschodnia (Friedenshütte)                         |
| Strecke · Dienststation / Betriebs- oder Güterbahnhof (Strecke außer Betrieb) |                                                               | Maciejów Śląski                                            | Maciejów Śląski                                            |
| Dienststation / Betriebs- oder Güterbahnhof · Strecke (außer Betrieb) | 21,250                                                        | Gliwice Sośnica (Sosnitza/Gleiwitz Ost)                    | 232 m                                                      |
| Abzweig geradeaus und von links · Kreuzung geradeaus unten (Strecke geradeaus außer Betrieb) |                                                               | vom Kohlenbergwerk Sośnica                                 | vom Kohlenbergwerk Sośnica                                 |
| Strecke · Strecke nach links (außer Betrieb) |                                                               | Schmalspurbahn nach Gliwice Wąsk.                          | Schmalspurbahn nach Gliwice Wąsk.                          |
| Strecke von links · Abzweig nach links und nach rechts · Strecke von rechts |                                                               |                                                            |                                                            |
| Kreuzung geradeaus oben · Strecke von rechts · Strecke |                                                               | von Zabrze (Hindenburg) und Zabrze Biskupice (Borsighütte) | von Zabrze (Hindenburg) und Zabrze Biskupice (Borsighütte) |
| Strecke mit Straßenbrücke · Strecke mit Straßenbrücke · Strecke mit Straßenbrücke |                                                               | Autobahn 1                                                 | Autobahn 1                                                 |
| Strecke nach links · Abzweig geradeaus, von links und von rechts · Strecke nach rechts |                                                               |                                                            |                                                            |
| Bahnhof | 25,564                                                        | Gliwice (Gleiwitz Stsbf/Gleiwitz Hbf)                      | 221 m                                                      |
| Strecke |                                                               | nach Kędzierzyn-Koźle (Kandrzin)                           | nach Kędzierzyn-Koźle (Kandrzin)                           |

Die Bahnstrecke Katowice Ligota–Gliwice (Kattowitz-Idaweiche–Gleiwitz) ist eine nicht mehr vom Personenverkehr bediente zweigleisige und elektrifizierte Eisenbahnstrecke in der polnischen Woiwodschaft Schlesien.

## Verlauf und Zustand

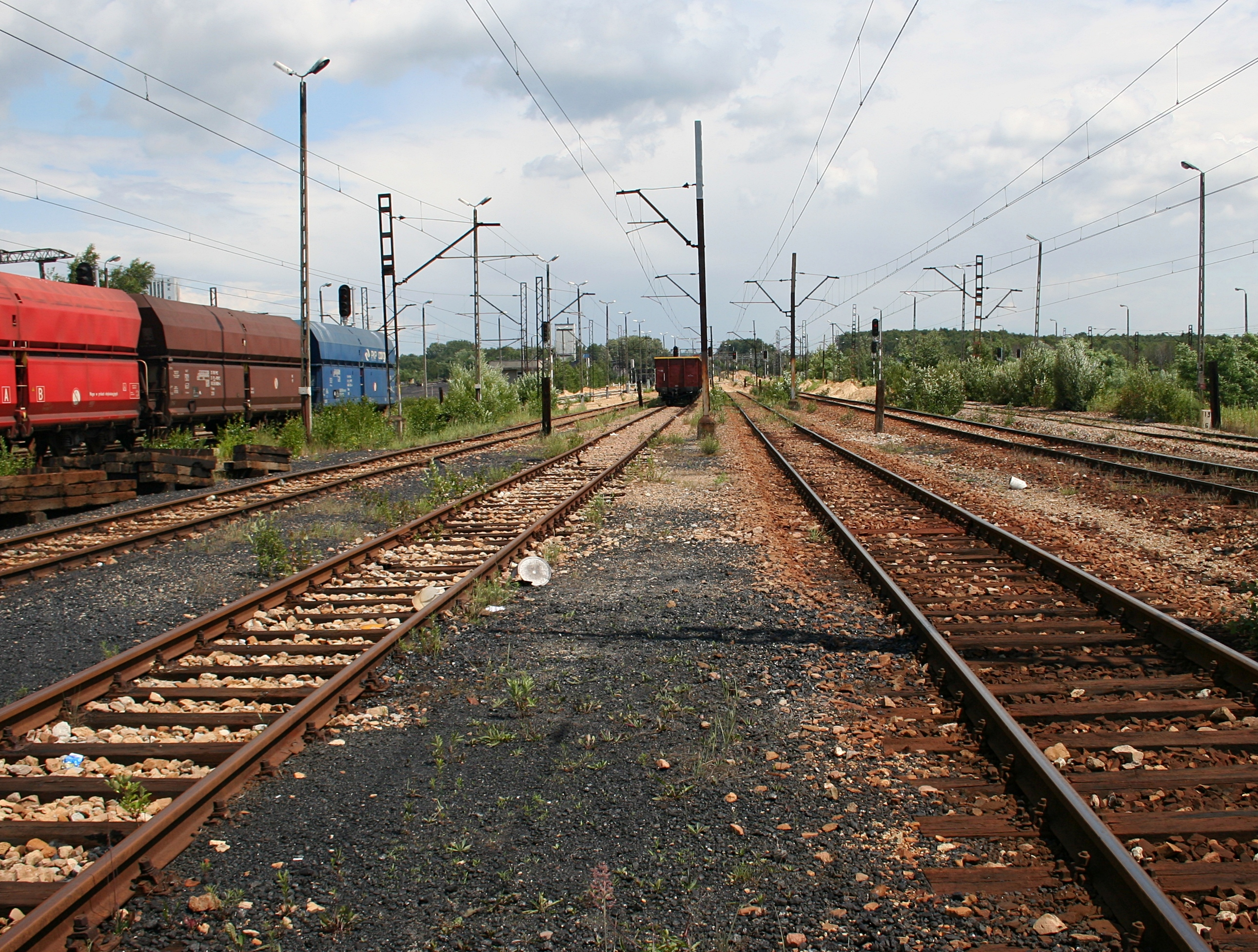
Bahnhof Ruda Bielszowice (2011)

Die Strecke beginnt im Bahnhof Katowice Ligota (Idaweiche/Kattowitz-Idaweiche) an der Bahnstrecke Katowice–Zwardoń, der auch Beginn der Strecken nach Nędza und Tychy über Katowice Murcki ist. Sie verläuft zunächst nordwärts zur Abzweigstelle Panewnik (km 1,999), an der die Bahnstrecke Dąbrowa Górnicza Towarowa–Panewnik endet und ein Anschlussgleis zu zwei Kohlenbergwerken beginnt, dann nordwestwärts zum Bahnhof Ruda Kochłowice (Kochlowitz; km 7,020), der Endpunkt der Bahnstrecke Chorzów Batory–Ruda Kochłowice ist und Beginn der Bahnstrecke Ruda Kochłowice–Ruda Orzegów und eines Anschlusses zum Kohlenbergwerk „Nowy Wirek“ war, dann westwärts über den Bahnhof Ruda Bielszowice (Bielschowitz; km 13,396), an dem neben einigen Anschlussgleisen eine sogar elektrifizierte Strecke zum Kohlenbergwerk „Halemba“ abzweigt, zum Bahnhof Zabrze Makoszowy (Makoschau; km 16,681), der Beginn der Bahnstrecke Zabrze–Leszczyny ist. Nun verläuft die Strecke nordwestwärts über die Bahnhöfe Zabrze Makoszowy Kopalnia (Delbrückschächte; km 17,960), wo sie der Oberschlesischen Sandbahn begegnet und ein Anschluss zum örtlichen Kohlenbergwerk besteht, und Gliwice Sośnica (Sosnitza/Gleiwitz Ost; km 21,250) zum Bahnhof Gliwice (Gleiwitz Staatsbahnhof/Gleiwitz Hauptbahnhof) an der Bahnstrecke Katowice–Legnica, der auch Endpunkt der Bahnstrecke Zabrze Biskupice–Gliwice ist. 
Die Strecke ist durchgängig zweigleisig und mit drei Kilovolt Gleichspannung elektrifiziert. Die zulässigen Höchstgeschwindigkeiten sind für Personen- und Güterzüge gleich. Sie betragen dreißig bis achtzig Kilometer pro Stunde. Hierbei unterscheiden sich häufig das Gleis Richtung Gliwice und das Richtung Katowice Ligota.

## Geschichte

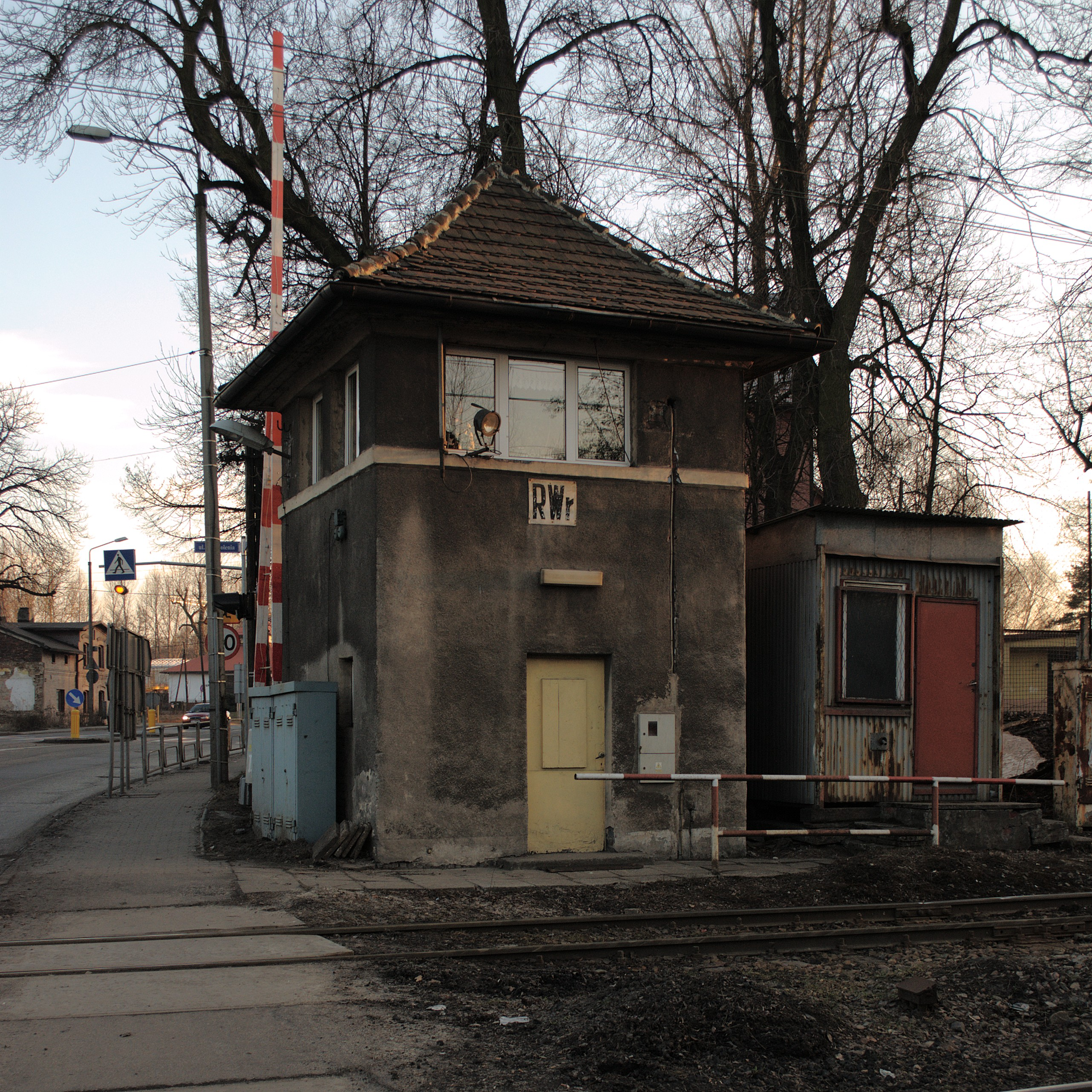
Stellwerk RWr am Haltepunkt Ruda Wirek an der Woiwodschaftsstraße 925

Von Gleiwitz bis Bielschowitz wurde die Strecke 1. Februar 1904, zwischen Bielschowitz und Idaweiche am 1. Oktober 1904 von den Preußischen Staatseisenbahnen eröffnet. Mit der Teilung Oberschlesiens entlang der sogenannten Sforza-Linie 1921 infolge des Ersten Weltkriegs, des Versailler Vertrages und der Volksabstimmung in Oberschlesien verlief bei Makoschau die deutsch-polnische Grenze, wobei der Bahnhof Makoschau bereits in Polen lag. Der Westteil der Strecke gehörte zur Deutschen Reichsbahn, der östliche zu den Polnischen Staatseisenbahnen. Die Staatsgrenze verschwand 1939 mit der deutschen Besetzung Polens im Zweiten Weltkrieg wieder, nach der die Strecke komplett zur Reichsbahn gehörte und 1942 zweigleisig ausgebaut wurde. 1945 wurde die Strecke nun komplett polnisch, das zweite Gleis zwischen Bielschowitz und Gleiwitz jedoch demontiert und 1965 wiedereröffnet.
Der elektrische Betrieb zwischen der Abzweigstelle Panewnik und der Abzweigstelle Radoszowy ist seit dem 30. Mai 1970 möglich, der auf der restlichen Strecke seit dem 8. September 1977. Der Personenverkehr wurde zum 1. Juni 1997 eingestellt.